# آهنگرکلا (بهشهر)
اهنگرکلا، روستایی است از توابع بخش یانه‌سر شهرستان بهشهر در استان مازندران ایران.

## جمعیت
این روستا در دهستان عشرستاق قرار دارد و براساس سرشماری مرکز آمار ایران در سال ۱۳۸۵، جمعیت آن ۵۴ نفر (۱۴خانوار) بوده‌است. مردم آهنگرکلا از قومیت طبری هستند. مردم آهنگرکلا به زبان طبری (مازندرانی) سخن می‌گویند.